# دمت اوزدمیر
دِمِت اُزدِمیر (به ترکی استانبولی:Demet ozdemir؛ زادۀ ۲۶ فوریه ۱۹۹۲) بازیگر، رقصنده و مدل کشور ترکیه می‌باشد. او در سال ۲۰۱۹ به عنوان بهترین مدل زن و بازیگر ترکیه انتخاب شد.

## زندگی شخصی
خانواده او از مهاجران بلغارستانی ساکن ترکیه می‌باشند. وی یک برادر به نام ولکان و یک خواهر به نام دریا دارد و پدر و مادر او در کودکی از هم جدا شده‌اند.
وی با بازی در نقش آیلین در سریال Sana Bir Sır Vereceğim شناخته شد. او بعد از سریال پرنده سحرخیز در سریال خانه‌ای که در آن زاده شدی تقدیر توست با ابراهیم چلیک‌کول ایفای نقش می کند. دمت در آغاز حرفه‌اش در صنعت سرگرمی به عنوان رقصنده صحنه برای خواننده مشهور ترک بنگو اردن کار می کرد و درموزیک ویدیو “Hodri Meydan” این خواننده نیز حضور داشت، در بیوگرافی دمت اوزدمیر می خوانیم که وی سپس به گروه رقص “Efes Kızları” پیوست. اوزدمیر سپس در موزیک ویدیو “Ateş Et ve Unut” خواننده معروف ترکیه مصطفی صندل (ساندال) ظاهر شد و چیزی نگذشت که در سریال تلویزیونی “یه راز بهت می گم” (Sana Bir Sır Vereceğim) که از شبکه فاکس ترکیه پخش می شد، در کنار دیگر بازیگران ترک نظیر اسرا رونابار، مورات هان و اکین کوچ، در قالب شخصیت آیلین نقش آفرینی کرد.
آژانس استعداد یابی که این بازیگر با آنها کار می کند متعلق به جم تاتلیتوغ ، برادر ستاره مشهور کیوانچ تاتلیتوغ است. وی در سال ۲۰۱۵ با نقش دمت در فیلم سینمایی “روی حرفت بمان” (Tut Sözünü) توانست برای اولین بار تجربه حضور در سینما را به دست آورد .
او در تاریخ ۳۰ اوت ۲۰۲۲ در عروسی مجلل با اوزهان کوچ خواننده معروف ترکی ازدواج کرد. ولی سرانجام این ازدواج با فراز و نشیبهای بسیار در تاریخ ۹ مه ۲۰۲۳ از هم به صورت توافقی جدا شدند.

### دمت اوزدمیر در تبلیغات
طبق بیوگرافی دمت اوزدمیر ، او علاوه بر بازیگری، در صنعت مدلینگ نیز فعالیت دارد و یکی از چهره های تبلیغاتی برخی از برندهای معروف است. وی در سال ۲۰۱۲ با شرکت هواپیمایی پگاسوس قرارداد امضا کرد و در سال ۲۰۱۵ نیز به عنوان چهره تبلیغاتی “Fresh Company” انتخاب شد. در سال ۲۰۱۷ با برند “گارنیر” (Garnier) و در سال ۲۰۱۹ نیز با برند ورزشی نایکی ” Nike” قرار داد امضا کرد. در نوامبر سال ۲۰۱۹ به عنوان سفیر تبلیغاتی برند “پنتین” (Pantene) ترکیه انتخاب شد.

### فیلم ها و سریال های دمت اوزدمیر
دمت اوزدمیر در سال ۲۰۱۳ در نقش آیلین در سریال تلویزیونی “یه راز بهت می گم” (Sana Bir Sir Verecegim) برای اولین بار برای یک مجموعه تلویزیونی جلو دوربین رفت و یک سال بعد در بیوگرافی دمت اوزدمیر می خوانیم که او  توانست در نقش آلیا در سریال شناخته شده “سعید و شورا” (Kurt Seyit ve Sura) ظاهر شود. در این مجموعه که از شبکه استار تی وی ترکیه پخش می شد دمت با چهره های معروف ترک نظیر کیوانچ تاتلیتوغ، فرح زینب عبدلله و فحریه اوجن و بسیاری دیگر همبازی بود.
در سال ۲۰۱۵ فرصت حضور در یکی از معروف ترین سریال هایش به نام “بوی توت فرنگی” (Çilek Kokusu) را پیدا کرد و به گزارش پرشین وی نقش آسلی را در مقابل بازیگر معروف یوسف چیم ایفا کرد که نقش بوراک را به عهده داشت. در همین سال در فیلم سینمایی “روی حرفت بمان” (Tut Sözünü) ظاهر شد.
دمت اوزدمیر در سریال 《بین من و دنیا 》 که در شهریور پخش می‌شود نقش ایفا می‌کند

### نقش آفرینی در سریال پرنده سحرخیز
حضور در سریال تلویزیونی “پرنده سحرخیز” (Erkenci Kuş) در سال ۲۰۱۸ نیز از دیگر سریال های موفق و شناخته شده این بازیگر است که به گزارش پرشین وی با بازیگر معروف ترک جان یامان همبازی شد. دمت در این مجموعه که تا سال ۲۰۱۹ ادامه داشت و از شبکه استار تی وی در طی یک فصل ۵۱ قسمتی پخش می‌شد نقش شخصیت صنم آیدین را ایفا می کرد.
پرنده سحرخیز از سریال های موفق کمدی است که در مراسم های مختلف کاندید دریافت جایزه شد و برخی از آنها را نیز از آن خود کرد. مطابق با بیوگرافی دمت اوزدمیر ، از جمله در مراسم اهدای جوایز Murex D’Or در سال ۲۰۱۹، دو بازیگر اصلی یعنی دمت اوزدمیر و جان یامان توانستند جایزه بهترین بازیگر زن خارجی و بهترین بازیگر مرد خارجی را کسب کنند.

#### دمت اوزدمیر و ابراهیم چلیکول
علاوه بر این در مراسم اهدای جوایز پروانه طلایی در سال ۲۰۱۸ نیز به عنوان بهترین سریال کمدی عاشقانه انتخاب شد و اوزدمیر و یامان به ترتیب جوایز بهترین بازیگر زن و مرد کمدی را از آن خود کردند. آنها در سال ۲۰۱۹ نیز در مراسم”ستاره طلایی” (گلدن استار) جایزه بهترین بازیگر زن و بهترین بازیگر مرد سریال های تلویزیونی را نیز دریافت کردند.
در سال ۲۰۱۹ در قالب شخصیت زینب در مجموعه تلویزیونی مشهور “خانه تو سرنوشت توست” (Doğduğun Ev Kaderindir) ظاهر شد.

## کارنامه هنری
| سینما        | سینما                                | سینما       | سینما    |
| سال          | نام                                  | نقش         | توضیحات  |
| ------------ | ------------------------------------ | ----------- | -------- |
| ۲۰۱۵         | Tut Sözünü                           | دمت         | نقش اصلی |
| ۲۰۱۷         | چه کسی با شما رقصید                  | آیسل        | نقش اصلی |
| 2022         | تاکتیک‌های عشق ۱                      | آسلی        | نقش اصلی |
| 2023         | تاکتیک‌های عشق ۲                      | آسلی        | نقش اصلی |
| تلویزیون     |                                      |             |          |
| سال          | نام                                  | نقش         | توضیحات  |
| ۲۰۱۳         | Sana Bir Sır Vereceğim               | آیلین       | نقش اصلی |
| ۲۰۱۴         | سعید و شورا                          | آلیا        | نقش مکمل |
| ۲۰۱۵         | بوی توت فرنگی                        | آسلی        | نقش اصلی |
| ۲۰۱۶         | شماره ۳۰۹                            | لاله ینیلمز | نقش اصلی |
| ۲۰۱۸ تا ۲۰۱۹ | عطر عشق                              | صنم آیدین   | نقش اصلی |
| ۲۰۲۰         | خانه‌ ی تو خانه ی سرنوشت توست         | زینب        | نقش اصلی |
| ۲۰۲۳         | نام من فرح                           | فرح         | نقش اصلی |
| ۲۰۲۴         | اشرف رویا                            | نیسان       | نقش اصلی |
| آگهی         |                                      |             |          |
| سال          | شرکت/محصول                           | نقش         | منبع     |
| ۲۰۱۲         | هواپیمایی پگاسوس                     | -           | [ ۱ ]    |
| ۲۰۱۵         | Fresh Company Markasının Reklam Yüzü | -           | [ ۲ ]    |

### جوایز و افتخارات
| سال  | جشنواره                  | دسته                                          | اثر          | نتیجه    |
| ---- | ------------------------ | --------------------------------------------- | ------------ | -------- |
| ۲۰۱۸ | ۴۵مین جوایز پروانه طلایی | بهترین بازیگر کمدی-رمانتیک سال (زن)           | پرنده سحرخیز | برنده    |
| ۲۰۱۸ | ۴۵مین جوایز پروانه طلایی | بهترین زوج تلویزیونی سال (به همراه جان یامان) | پرنده سحرخیز | نامزدشده |